# Phaeochroops indicus
Phaeochroops indicus är en skalbaggsart som beskrevs av Gilbert John Arrow 1907. Phaeochroops indicus ingår i släktet Phaeochroops och familjen Hybosoridae. Inga underarter finns listade i Catalogue of Life.